# Comando artiglieria controaerei
Il Comando artiglieria controaerei è l'unità militare che gestisce la specialità contraerei dell'Arma di artiglieria dell'Esercito Italiano.
Il Comando artiglieria controaerei,  dipendente dal Comando delle Forze Operative Terrestri di Supporto. è stato istituito l'11 settembre 2009 con sede presso la Caserma Santa Barbara di Sabaudia, in provincia di Latina a seguito della soppressione del Comando Brigata Artiglieria Controaerei e del Centro Addestramento Artiglieria Controaerei, unificando la Brigata e la Scuola.

## Storia
Le origini della specialità risalgono al 10 gennaio 1915, quando a Nettuno, sede della scuola di tiro di artiglieria, il primo Reparto di artiglieria controaerei del Capitano Augusto de Pignier e creata la specialità controaerei del Regio Esercito.
Il primo Comando artiglieria controaerei venne costituito a Roma il 20 gennaio 1941 durante il secondo conflitto mondiale e venne disciolto nel settembre del 1943 in seguito alle vicende che seguirono l'armistizio.
L'ente venne ricostituito il 1º ottobre 1951 come Comando Artiglieria Difesa Area Territoriale (DAT) Esercito. Tale struttura venne sciolta il 14 settembre 1962 e a Milano venne costituito il Comando artiglieria controaerei dell'Esercito per trasformazione del preesistente Comando Artiglieria D.A.T. - Esercito della 1ª regione aerea; il nuovo comando venne posto alle dipendenze del Comando designato 3ª Armata.
Trasferito a Bologna nel 1963 e successivamente a Brescia, nel 1972, con lo scioglimento del Comando designato 3ª Armata passa alle dipendenze dell'Ispettorato dell'Arma di artiglieria e trasferito alla sede di Padova, per passare poi dal 1º ottobre 1980 alle dipendenze del Comando delle forze terrestri alleate del Sud Europa.
Il 1º ottobre 1997 passa alle dipendenze del Comando dei supporti delle forze operative terrestri e dal 1º gennaio 2002 viene riconfigurato in Brigata Controaerei, che viene soppressa il 10 settembre 2009 e fusa con il Centro Addestramento Artiglieria Controaerei, ereditandone contestualmente la Bandiera d'Istituto, che fu assegnata alla Scuola di Artiglieria Controaerei in Sabaudia dal Presidente della Repubblica Luigi Einaudi l'11 dicembre 1949, giorno della inaugurazione della Caserma "Santa Barbara ".
Il 20 gennaio 2022 la Bandiera d'Istituto del Comando Artiglieria Controaerei riceve la Croce d'oro al merito dell'Esercito .
http://www.esercito.difesa.it/comunicazione/Pagine/Decorazioni-ai-Reparti-Controaerei-220120.aspx

## Organizzazione
Il comando è retto da un generale di brigata.

### Reparti dipendenti
- -  Comando Artiglieria Controaerei (Com.A.Co.), (dipendente dal Comando delle Forze Operative Terrestri di Supporto):
    -  Gruppo Addestrativo Artiglieria Controaerei
      - Batteria Comando Servizi Logistici
      - Batteria Addestrativa
      - Batteria Supporto e Controllo del Fuoco e C3 (Comando, Controllo e Comunicazioni)
      - Banda del Comando Artiglieria Controaerei

    -  Centro di Eccellenza Counter-Mini/Micro Aeromobili a Pilotaggio Remoto (C-M/M APR)
      - Ufficio Comando
      - I Dipartimento "Sviluppo Concetti e Sperimentazione"
      - II Dipartimento "Dottrina, Studi Standardizzazione e Lezioni Apprese"
      - III Dipartimento "Analisi Operativa e Formazione"

    -  4º Reggimento Artiglieria Controaerei "Peschiera" (5× batterie a medio raggio SAMP/T)
    -  17º Reggimento Artiglieria Controaerei "Sforzesca" (1-2× batterie a cortissimo raggio FIM-92 "Stinger" + 1× batteria a corto raggio Skyguard/CAMM-ER)
    -  121º Reggimento Artiglieria Controaerei "Ravenna" (2× batterie a cortissimo raggio FIM-92 "Stinger" + 1× batteria a corto raggio Skyguard/CAMM-ER)

## Stemma
Distintivo di appartenenza. 
Su fondo rosso e celeste in diagonale; nel settore rosso Atlante, simbolo dei Supporti delle Forze Terrestri; in quello celeste i cannoni incrociati caricati di un missile, simbolo dell'artiglieria controaerei.
Stemma araldico. 
D'azzurro, al grifo troncato di nero e d'oro, linguato ed illuminato di rosso.
Ornamenti esteriori:
- lo scudo è sormontato dalla corona turrita degli Enti Militari
- lista bifida d'oro, svolazzante, collocata sotto la punta dello scudo, incurvata con la concavità rivolta verso l'alto, riportante il motto, in lettere maiuscole di nero: "CONTRO L'ALA NEMICA ADDESTRO E TEMPRO".

## La banda
La banda del Comando Artiglieria Controaerei è stata costituita nel 1970. Dopo più di vent' anni di attività musicale svolta nella Caserma "Giulio Cesare" di Rimini, nell'anno 1992 è stata trasferita nella sede di Padova, presso la Caserma "Mario Romagnoli" alle dipendenze della Brigata Artiglieria Controaerei.
Nel 1994, al Maresciallo Capo Nicolò Mannino, fondatore della banda, subentra in qualità di direttore il Maresciallo Ordinario Fabrizio Nardi, che manterrà l'incarico fino all'aprile del 1997. Nel mese di maggio dello stesso anno, la direzione della banda viene affidata al Maresciallo Ordinario Ermanno Pantini, già direttore della Fanfara della disciolta Brigata Alpina "CADORE".
L'11 settembre 2009, dopo circa 18 anni di attività svolta nella sede di Padova, la banda è stata trasferita a Sabaudia, presso la Caserma "Santa Barbara", sede del Comando Artiglieria Controaerei.
Il complesso si compone di circa 35 elementi, selezionati tra i volontari in ferma annuale, quadriennale e volontari in servizio permanente con precedenti esperienze in campo musicale. La banda, nonostante l'avvicendamento del personale, riesce a mantenere, oltre al repertorio militare, anche un repertorio classico e leggero, riscuotendo unanimi consensi.
La banda ha partecipato a numerose manifestazioni nazionali e all'estero, fra le quali:
- 39º Festival Internazionale di Mons;
- International Arts Festival presso il "Supreme Headquarters Allied Powers Europe" in Belgio;
- Giochi Mondiali Militari a Zagabria;
- 8º Festival Internazionale di bande militari a Vienna;
- 5º Festival della Musica in uniforme svolto in Friuli Venezia Giulia;
- 12° International Berliner Militar Musikfest a Berlino;
- Festa delle Forze Armate presso l'Associazione Emigranti Italiani a Ginevra;
- Festa delle Forze Armate presso la nuova Ambasciata Italiana a Berlino;
- Varie edizioni del Festival Internazionale delle bande militari di Modena.

La Banda, nella sede di Padova, ha collaborato con il Conservatorio musicale "POLLINI" nell'ambito del corso di direzione di banda.
La banda è stata diretta dal Maresciallo Ordinario Pasquale CASERTANO , dal trasferimento da Padova a Sabaudia sino al 2023. 

Attualmente è diretta dal Sergente Maggiore Capo Rocco Daniele Fasano. 